# Mauricio Alfaro
Mauricio Alberto Alfaro Valladares (13 febbraio 1956) è un ex calciatore e allenatore di calcio salvadoregno, di ruolo centrocampista.